# Tercera Batalla de Narvik
La Tercera Batalla Narvik fue librada en los alrededores del pueblo de Narvik, entre las fuerzas de Alemania y las fuerzas aliadas, como parte de la campaña de Noruega de la Segunda Guerra Mundial. Debido a que las tropas alemanas se encontraban aisladas respecto al sur de Noruega, las fuerzas aliadas pudieron mantenerlas a la defensiva. No obstante, la caída de Francia en junio de 1940, motivaría el retiro de las tropas aliadas, y los alemanes conservarían el importante puerto de Narvik por el resto de la guerra.

## Antecedentes
Después de la invasión de Polonia por la Alemania de Hitler, las potencias aliadas conformadas por Gran Bretaña y Francia le declararon la guerra, iniciándose la Segunda Guerra Mundial. Al avanzar el tiempo, los aliados empezaron a buscar una manera de cortar el suministro de hierro de Suecia a Alemania. Al darse cuenta los alemanes de su dependencia de este mineral, procedieron a ocupar Noruega y Dinamarca, con el objetivo de prevenir una ocupación aliada. La fuerza invasora de Noruega fue dividida en 6 grupos, siendo el grupo 1 el encargado de llevar soldados a Narvik, en el norte de Noruega.
Las fuerzas invasoras están conformadas por dos brigadas de cazadores de montaña al mando del general Eduard Dietl, el propio comandante en jefe de la 3ª División de Montaña. Estas fuerzas habían sido solicitadas por el comandante alemán de la invasión, el general Nikolaus von Falkenhorst. Las fuerzas terrestres fueron transportadas por 10 destructores al mando del almirante Friedrich Bonte. Durante su viaje, solamente un par de viejos guardacostas noruegos se oponen a la flota alemana y son hundidos. El 9 de abril los alemanes llegan a Narvik y las tropas son desembarcadas sin contratiempos.

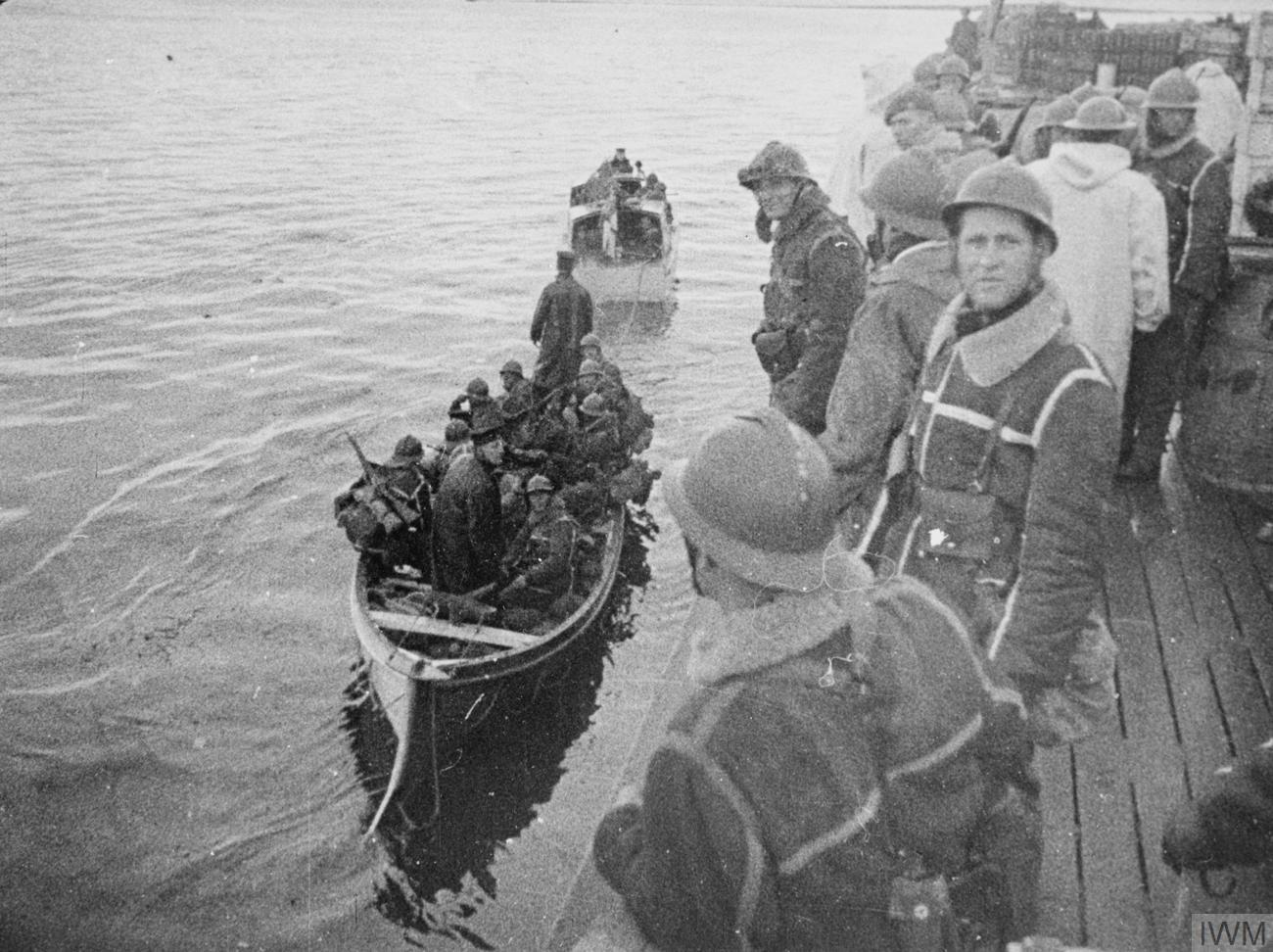
Los legionarios franceses desembarcan en Bjerkvik después de un feroz bombardeo de barcos británicos, 13 de mayo. Las tropas francesas se concentraron en botes bajo el fuego de las ametralladoras desde las rocas y la costa

Las fuerzas terrestres del general Dietl entrar al pueblo sin sufrir bajas, asombrados por el hecho de que las posiciones defensivas noruegas se encuentren abandonadas. El cónsul alemán recibe al general Dietl, que es llevado a la residencia del comandante noruego, el coronel Konrad Sundlo. El general Dietl intimida al coronel Sundlo, que se rinden después de pocas vacilaciones. De esta manera el pueblo es prácticamente tomado sin hacer un solo disparo.
En la madrugada del 10 de abril, buques de guerra británicos llegan a Narvik y después de hundir los transportes con el equipo pesado, hunden el destructor del Almirante Bonte, quien muere. Luego, la flota británica escapa, pero el 13 de abril una nueva flota, más numerosa y con mayor potencia de fuego, regresa y destruye el resto de los navíos alemanes, que se habían quedado sin combustible y municiones ya que el tanquero Jan Welle fue destruido antes (véase Primera Batalla de Narvik y Segunda Batalla de Narvik). Unos 2.600 marinos alemanes logran llegar a las costas de Narvik y se unen a las fuerzas terrestres.
De esta manera, el general Dietl queda atrapado en Narvik sin apoyo naval, mientras que los buques de guerra británicos se mueven con libertad por la bahía de Narvik. Su único modo de recibir ayuda es por aire mediante lanzamientos desde aviones o bien mediante hidroaviones que amerizan en los fiordos. Otras veces y sólo cuando el bloqueo enemigo es más débil algunos submarinos se atreven a llevar a Narvik algunos pertrechos.

## La batalla
Para el inicio de la batalla, el general Dietl cuenta con 1.800 "cazadores de montaña" y 2.600 marinos. Los cazadores solamente están equipados con ametralladoras y morteros, ya que la artillería fue hundida días antes. Entonces, se procede a retirar la artillería que se encuentra en los destructores alemanes encallados, sin que los navíos británicos lo noten.
El 17 de abril, una fuerza anglo-francesa empieza a desembarcar al norte de Narvik. Desde el Sur, empiezan a llegar fuerzas polacas, y desde el Este llega una división de 10 000 noruegos. En total, en su mejor momento, las fuerzas aliadas llegan a 24.500 hombres, que rodean desde todos los frentes a los alemanes. 

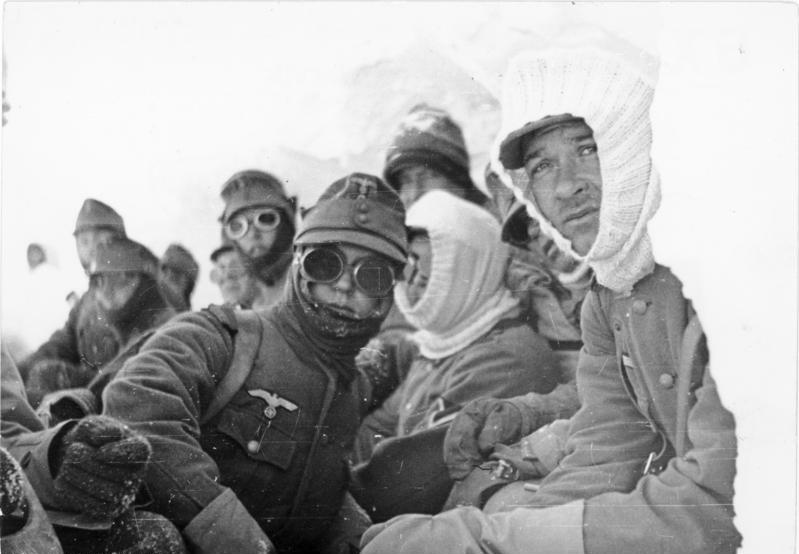
Gebirgsjägers alemanes en las montañas de Narvik.

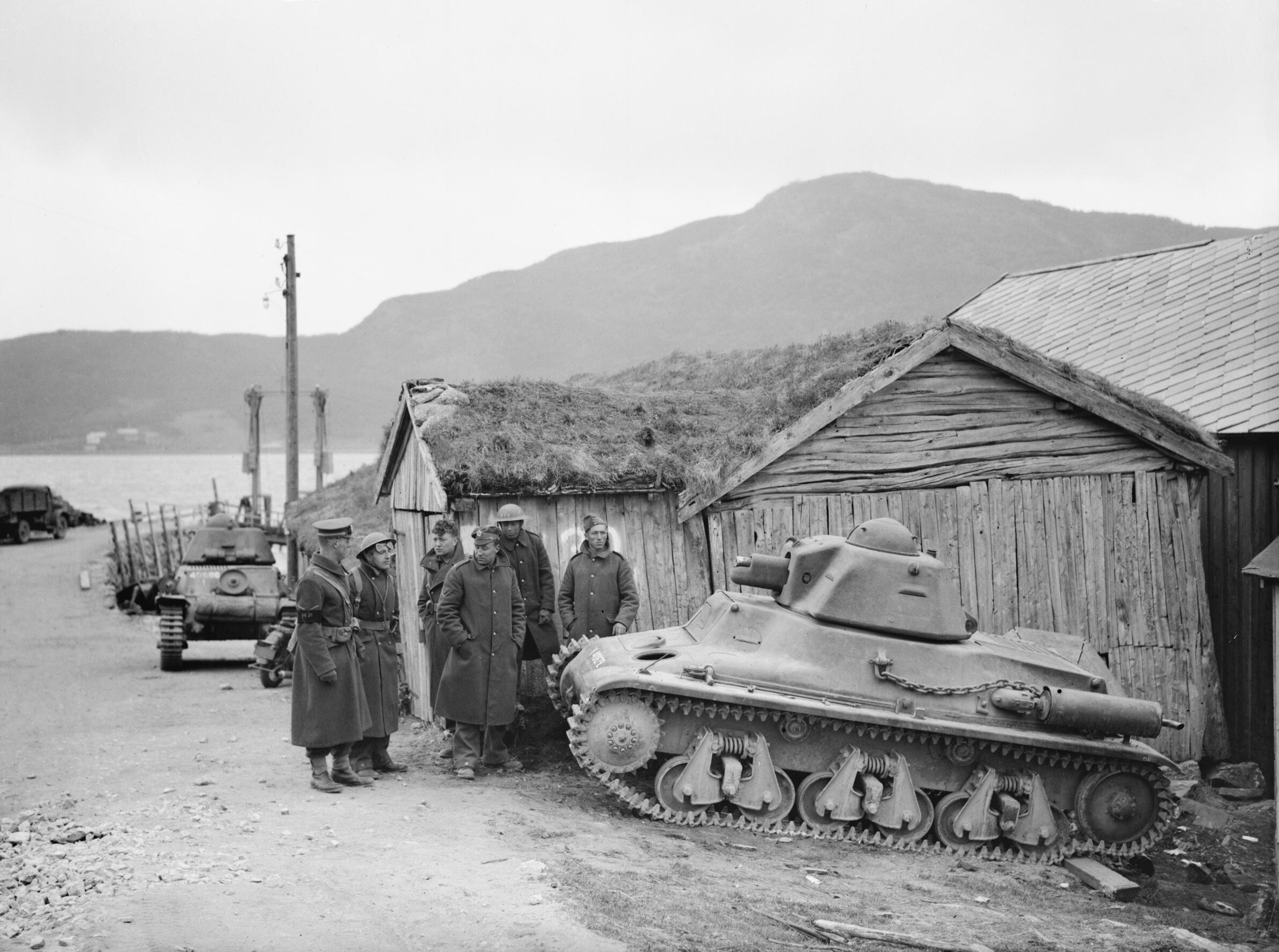
Tropas británicas, polacas y francesas junto a uno de los 5 tanques Hotchkiss H39 del 342e CACC en Steinsland.

Después de una serie de maniobras y pequeños combates, los alemanes se retiran a las montañas, y la zona de la bahía es tomada. Los británicos no atacan con todos sus efectivos, ya que muchos no disponen de equipo para la guerra en la montaña, y consideran que tienen tiempo suficiente para acorralar a los alemanes. Parte de las tropas británicas se estacionan en el sur de Nordland, con el objetivo de retrasar el avance enemigo. Para el 15 de mayo, el mando de Dietl sobre sus tropas empieza a desmoronarse, al no contar con un equipo de radio operativo. Desde Berlín, conscientes de la situación precaria de Dietl, han llegado órdenes de retirarse a Suecia, que luego son anuladas. Finalmente, entre el 17 y el 18 de mayo, llegan Stukas a la región, que ofrecen soporte aéreo. Decepcionado, el general Dietl descubre que sus refuerzos de infantería son solamente 90 paracaidistas. El 28 de mayo, Dietl autoriza la evacuación de Narvik, donde resistían 150 cazadores y 250 marinos.
Para finales de mayo, las tropas alemanas ceden terreno diariamente a la coalición aliada. El general Dietl recibe la promesa desde Berlín de recibir refuerzos, pero no cree que esta oferta se materialice a tiempo, por lo que empieza a plantearse la rendición. No obstante, la inminente derrota de Francia en la batalla de Francia motiva al Gobierno británico a planear en secreto la retirada aliada de Noruega el 24 de mayo. En efecto, entre el 4 y el 8 de junio los aliados son evacuados de Noruega y el General Dietl recibe la afortunada noticia de que sus enemigos se retiran. El Gobierno noruego ordena a sus tropas continuar con el ataque, pero el derrotismo cae rápidamente sobre ellos y el plan fracasa.
El 8 de junio, el coronel Otto Ruge capitula ante Alemania, por órdenes del rey Haakon VII, que escapa junto con su familia al Reino Unido.

## Consecuencias

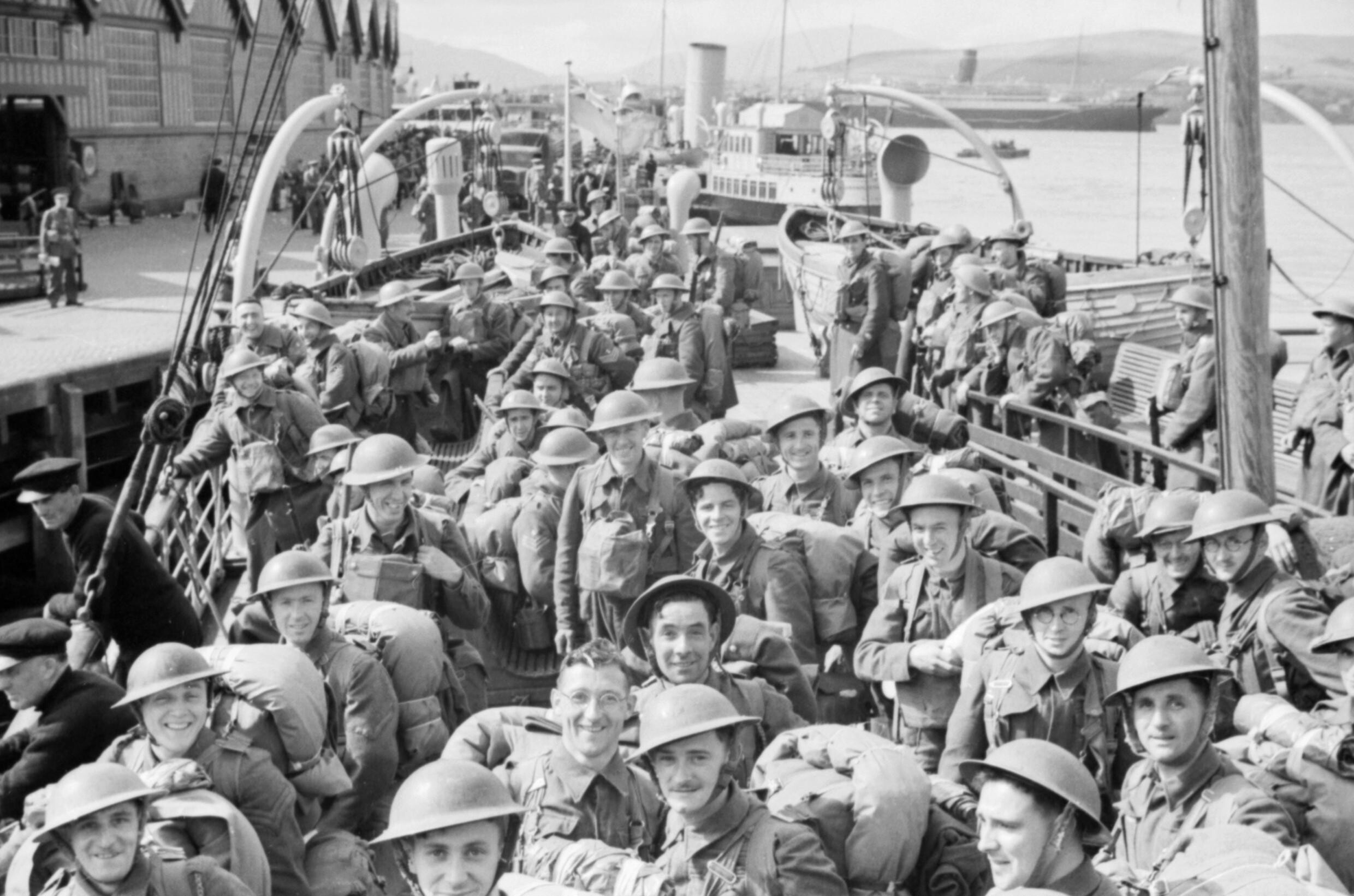
Tropas británicas que regresan al Reino Unido en Greenock en junio de 1940

La principal causa de la derrota aliada en Narvik se encuentra en la lentitud de las operaciones. Los aliados contaban con superioridad aérea y naval, pero no la aprovecharon. La preparación para la campaña terrestre fue escasa y se perdieron muchos días en la espera de suministros y equipo pesado. La batalla de Francia cambió completamente el panorama geopolítico, y Narvik, que parecía ser la base de futuras campañas aliadas en Noruega, se convirtió en una retirada.
Después de la guerra, el Coronel Konrad Sundlo es juzgado por haberse rehúsado a enfrentar al enemigo, luego de haber recibido órdenes directas. El hecho de que durante la ocupación alemana, Sundlo se hubiera unido al Nasjonal Samling, empeoraba su situación. No obstante, al final no se pudo comprobar nada y Sundlo fue liberado.